# Monodora
Genre
Monodora est un genre de plantes à fleurs de la famille des Annonaceae contenant 15 espèces originaires d'Afrique tropicale.

## Liste des variétés et espèces
Selon Catalogue of Life (8 septembre 2017) :
- Monodora angolensis Welw.
- Monodora carolinae Couvreur
- Monodora crispata Engl.
- Monodora globiflora Couvreur
- Monodora grandidieri Baill.
- Monodora hastipetala Couvreur
- Monodora junodii Engl. & Diels
- Monodora laurentii De Wild.
- Monodora minor Engl. & Diels
- Monodora myristica (Gaertn.) Dunal
- Monodora stenopetala Oliv.
- Monodora tenuifolia Benth.
- Monodora undulata (P. Beauv.) Couvreur
- Monodora zenkeri Engl.

Selon GRIN (8 septembre 2017) :
- Monodora crispata Engl.
- Monodora myristica (Gaertn.) Dunal
- Monodora tenuifolia Benth.
- Monodora undulata (P. Beauv.) Couvreur

Selon ITIS (8 septembre 2017) :
- Monodora myristica (Gaertn.) Dunal

Selon NCBI (8 septembre 2017) :
- Monodora angolensis
- Monodora brevipes
- Monodora carolinae
- Monodora crispata
- Monodora globiflora
- Monodora grandidieri
- Monodora hastipetala
- Monodora junodii
  - variété Monodora junodii var. junodii
  - variété Monodora junodii var. macrantha
- Monodora laurentii
- Monodora minor
- Monodora myristica
- Monodora stenopetala
- Monodora tenuifolia

Selon The Plant List (8 septembre 2017) :
- Monodora angolensis Welw.
- Monodora brevipes Benth.
- Monodora crispata Engl. & Diels
- Monodora grandidieri Baill.
- Monodora junodii Engl. & Diels
- Monodora laurentii De Wild.
- Monodora louisii Boutique
- Monodora minor Engl. & Diels
- Monodora myristica (Gaertn.) Dunal
- Monodora tenuifolia Benth.
- Monodora undulata (P.Beauv.) Couvreur
- Monodora unwinii Hutch. & Dalziel

Selon Tropicos (8 septembre 2017) (Attention liste brute contenant possiblement des synonymes) :
- Monodora angolensis Welw.
- Monodora borealis Scott-Elliot
- Monodora brevipes Benth.
- Monodora cabrae De Wild.
- Monodora carolinae Couvreur
- Monodora claessensii De Wild.
- Monodora congolana De Wild. & T. Durand
- Monodora crispata Engl.
- Monodora dewevrei De Wild. & T. Durand
- Monodora durieuxii De Wild.
- Monodora gibsonii Bullock Ex Burtt Davy
- Monodora globiflora Couvreur
- Monodora grandidieri Baill.
- Monodora grandiflora Benth.
- Monodora hastipetala Couvreur
- Monodora hexaloba Pierre
- Monodora junodii Engl. & Diels
- Monodora klaineana Pierre
- Monodora laurentii De Wild.
- Monodora letestui Pellegr.
- Monodora louisii Boutique
- Monodora madagascariensis (A. DC.) Baill.
- Monodora minor Engl. & Diels
- Monodora myristica (Gaertn.) Dunal
- Monodora stenopetala Oliv.
- Monodora tenuifolia Benth.
- Monodora thonneri De Wild. & T. Durand
- Monodora undulata (P. Beauv.) Couvreur
- Monodora unwinii Hutch. & Dalziel
- Monodora zenkeri Engl.